# Liberia-Genette
Die Liberia-Genette (Genetta johnstoni) ist eine seltene Raubtierart aus der Gattung der Ginsterkatzen. Sie kommt in den südlichen Teilen Westafrikas vor.

## Merkmale
Die Liberia-Genette ist eine relativ schlanke Art der Ginsterkatzen. Sie erreicht ein Körpergewicht von 2,2–2,6 kg und eine Kopfrumpflänge von 47,0–51,4 cm. Die Schwanzlänge beträgt 46,2–49,5 cm. Das Fell ist ziemlich dicht und weich, die Grundfärbung ist oberseits gelblichocker bis gelblichgrau, unterseits gelblichgrau bis gelblichbraun. Die Beine sind dunkelbraun. Das Fleckenmuster kennzeichnet sich durch dunkel- bis rötlichbraune Flecken, die an den Körperflanken recht groß sind, dagegen an den Beinen, am Bauch und am Hals kleiner. Einen auffälligen Kontrast zu diesem insgesamt bräunlichen Muster bietet ein sehr dunkler Rückenstreifen. Der lange Schwanz ist weiß-schwarz geringelt, wobei acht bis neun weiße Ringe jeweils von einem breiteren schwarzen Ring getrennt sind. Die Spitze des Schwanzes ist weiß. Das Gesicht ist durch dunkle Flächen an der Schnauze und weiße Flecken im Bereich der Augen geziert. Die Augen selbst sind groß und haben vertikale Pupillen, die Ohren sind relativ lang. Die Geschlechter unterscheiden sich kaum voneinander.

## Verbreitungsgebiet

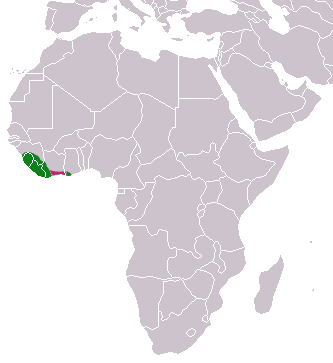
Verbreitungsgebiet (grün) der Liberia-Genette. Ein durchgehendes Vorkommen (rot) entlang der Elfenbeinküste gilt inzwischen als sehr wahrscheinlich.

Die Liberia-Genette ist, ähnlich wie der Westafrikanische Linsang und die Liberia-Manguste, auf die westafrikanischen Regenwaldgebiete beschränkt. Das Verbreitungsgebiet erstreckt sich über die Staaten Ghana, Guinea, Elfenbeinküste, Liberia und Sierra Leone.
Bis zum Jahr 2002 wurde angenommen, das Verbreitungsgebiet sei wesentlich kleiner und auf das östliche Liberia, die westliche Elfenbeinküste, sowie das südöstliche Guinea beschränkt. Funde neuer Exemplare aus der Wildnis (Liberia, Elfenbeinküste), sowie die Identifizierung von Museumsexemplaren belegen jedoch eine weitere Verbreitung vom Kolenté-Gebiet in Guinea bis  Tarkwa in Ghana. Neben Regenwäldern bewohnt die Art vor allem Feuchtgebiete, Sumpfwälder und Flussufer. Ein Exemplar wurde auch in einem Gebiet mit feuchten Savannen und Wäldern gefunden.

## Lebensweise
Die Art scheint in erster Linie nachtaktiv zu sein. Den Tag verbringen die Tiere in Baumhöhlen und auf breiten Ästen ruhend. Dies konnte im Verlauf einer Studie gezeigt werden, die mittels Radiotelemetrie durchgeführt wurde. Dabei wurde etwa dokumentiert, dass ein Sender-markiertes Weibchen einen Monat lang jeden Morgen vor der Dämmerung zum selben Baum zurückkehrte, um dort in etwa 20 m Höhe den Tag zu verbringen. Ein Männchen, das während der gleichen Studie beobachtet wurde, wählte dagegen stets verschiedene Ruheplätze. Die Liberia-Genette lebt in der Regel als Einzelgänger, obwohl bisweilen auch Paare beobachtet werden. Über ihre Ernährungsweise ist wenig bekannt. Der Zahnbau spricht dafür, dass sich die Liberia-Genette vorwiegend von Insekten ernährt. Das Fortpflanzungsverhalten ist ebenfalls wenig erforscht. So ist unklar, ob es eine begrenzte Fortpflanzungszeit gibt. Ein Weibchen, das in der Elfenbeinküste dokumentiert wurde, zeigte Anzeichen dafür, dass es Junge im Juli abgestillt hat. Weiterhin wurden im Verbreitungsgebiet junge Ginsterkatzen im Juni beobachtet. In diesem Fall kann allerdings nicht zweifelsfrei geklärt werden, ob es sich tatsächlich um Liberia-Ginsterkatzen handelte. Die durchschnittliche Wurfgröße ist unbekannt. Da die Weibchen nur zwei Zitzen haben, sind Wurfgrößen von mehr als zwei Jungen jedoch unwahrscheinlich.

## Systematik
Die Liberia-Genette gehört zur Gattung der Ginsterkatzen (Genetta). Dabei wurde sie zeitweise als einzige Art in die Untergattung Paragenetta eingeteilt. Diese Untergattung wurde aufgrund des langen, schmalen Schädels, des flachen Unterkiefers, sowie aufgrund der relativ kleinen Zähne im Oberkiefer abgetrennt. Bei der Beschreibung der Untergattung im Jahr 1960 wurde die Liberia-Genette unter dem wissenschaftlichen Namen lehmanni als neue Art beschrieben, doch hat der ältere Name Genetta johnstoni Gültigkeit. Die Eingliederung in eine eigene Untergattung Paragenetta wird mittlerweile abgelehnt.

## Gefährdung
Über die Bestandsverhältnisse ist kaum etwas bekannt. In Schutzgebieten mit geeignetem Lebensraum könnten lokal noch größere Populationen existieren. Die Art kommt beispielsweise im Taï-Nationalpark vor. Dennoch wird die Art von der IUCN als bedroht (Vulnerable) eingestuft, da man davon ausgeht, dass die Bestände in den letzten 27 Jahren (was etwa drei Generationen entspricht) um über 30 % zurückgegangen sind. Dieser Rückgang ist nicht direkt belegbar, wird aber aus den Zerstörungen des Lebensraums und der  zunehmenden Jagd im Gebiet errechnet. Sie werden wegen der Ginsterkatzenfelle, aber auch wegen ihres Fleisches selbst in den Schutzgebieten stark bejagt. Es existieren keine Tiere in Gefangenschaft, die als genetische Reserve dienen könnten.